# Steel Attack
Steel Attack ist eine schwedische Power-Metal-Band aus Sala.
Die Texte der Band handeln genretypisch oft von epischen Schlachten, Drachen und Schwertern.

## Geschichte
Die Band wurde 1995 als Mayer's Eve gegründet.
1997 benannte sie sich in Steel Attack um.
Nachdem Ronny Hemlin 2003 der Band als Sänger beitrat, schlug die Band mit dem 2004 erschienenen Album Enslaved eine neue Richtung ein, sowohl musikalisch als auch textlich. Der alte Powermetalstil wurde aggressiver und man kehrte von typischen Powermetaltexten ab. Ronny brachte mystische und auf Religion bezogene Texte ein, die zum neuen Stil der Band passten.
Mit der Veröffentlichung ihres Albums „Diabolic Symphony“ begann die Band Elemente des Progressive Metal zu verwenden. Durch den Einsatz von Keyboards wurde ein voluminöserer Musikstil aufgegriffen.
2007 entschieden sich Anden Andersson, Tony Elfving und Johan Jalonen, die Band zu verlassen. Die drei wurden ersetzt durch Johan Löfgren (Bass), Peter Morén (Schlagzeug) und Simon Johansson (Gitarre).
Das Album „Carpe DiEnd“ der neuen Besetzung wurde am 22. Februar 2008 von Massacre Records veröffentlicht.
Anfang 2009 verließ Gitarrist Simon Johansson die Band aus persönlichen Gründen und wurde durch Johan Jalonen ersetzt, welcher bereits zuvor Mitglied der Band war.
Am 16. April 2010 verkündete die Band ihre Wiedervereinigung in Originalbesetzung.

## Diskographie
- 1999: Where Mankind Fails
- 2001: Fall into Madness
- 2003: Predator of the Empire
- 2004: Enslaved (Arise Records)
- 2006: Diabolic Symphony
- 2008: Carpe DiEnd